# Champagneruset
Champagneruset är en svensk kort dramafilm från 1911 i regi av Poul Welander.
Filmen premiärvisades 16 oktober 1911 på Stora Biografteatern i Malmö. Den spelades in i Köpenhamn, Malmö och på badorten Mölle. Under 1911 infördes censurförordningen, och efter att Statens Biografbyrå bildades senhösten 1911 förbjöds filmen.

## Roller
- Philippa Frederiksen - Marcella, varietésångerska
- Poul Welander - Ernst Lange, direktör
- Arvid Ringheim - Raul Jones
- Robert Schmidt - privatdetektiv